# Unterseeboot 974
L'Unterseeboot 974 ou U-974 est un sous-marin allemand (U-Boot) de type VIIC utilisé par la Kriegsmarine pendant la Seconde Guerre mondiale.
Le sous-marin fut commandé le 5 juin 1941 à Hambourg (Blohm + Voss), sa quille fut posée le 26 juin 1942, il fut lancé le 11 mars 1943 et mis en service le 22 avril 1943, sous le commandement de l'Oberleutnant zur See Joachim Zaubitzer.
L'U-974 n'endommagea ou ne coula aucun navire au cours de l'unique patrouille (6 jours en mer) qu'il effectua.
Il est coulé par la marine norvégienne en mer du Nord, en avril 1944.

## Conception
Unterseeboot type VII, l'U-974 avait un déplacement de 769 tonnes en surface et 871 tonnes en plongée. Il avait une longueur totale de 67,10 m, un maître-bau de 6,20 m, une hauteur de 9,60 m et un tirant d'eau de 4,74 m. Le sous-marin était propulsé par deux hélices de 1,23 m, deux moteurs diesel Germaniawerft M6V 40/46 de 6 cylindres en ligne de 1 400 cv à 470 tr/min, produisant un total de 2 060 à 2 350 kW en surface et de deux moteurs électriques Brown, Boveri & Cie GG UB 720/8 de 375 cv à 295 tr/min, produisant un total 550 kW, en plongée. Le sous-marin avait une vitesse en surface de 17,7 nœuds (32,8 km/h) et une vitesse de 7,6 nœuds (14,1 km/h) en plongée. Immergé, il avait un rayon d'action de 80 milles marins (150 km) à 4 nœuds (7,4 km/h; 4,6 milles par heure) et pouvait atteindre une profondeur de 230 m. En surface son rayon d'action était de 8 500 milles nautiques (soit 15 700 km) à 10 nœuds (19 km/h).
L'U-974 était équipé de cinq tubes lance-torpilles de 53,3 cm (quatre montés à l'avant et un à l'arrière) et embarquait quatorze torpilles. Il était équipé d'un canon de 8,8 cm SK C/35 (220 coups), d'un canon antiaérien de 20 mm Flak et d'un canon 37 mm Flak M/42 qui tire à 15 350 mètres avec une cadence théorique de 50 coups par minute. Il pouvait transporter 26 mines TMA ou 39 mines TMB. Son équipage comprenait 4 officiers et 40 à 56 sous-mariniers.

## Historique
Il reçut sa formation de base au sein de la 5. Unterseebootsflottille jusqu'au 31 octobre 1943, puis il intégra sa formation de combat dans la 7. Unterseebootsflottille.
Sa première patrouille est précédée par un court trajet de Kiel à Marviken. Elle commence réellement le 18 avril 1944 au départ de Marviken. Le lendemain, l'U-974 et son escorte sont repérés par le sous-marin norvégien HNoMS Ula du commandant Sigurd Valvatne, juste à l'ouest de Stavanger. Il lance une gerbe de quatre torpilles dont une atteint son objectif, juste derrière le kiosque de l'U-974. Le sous-marin allemand coule à la position géographique 59° 08′ N, 5° 23′ E.
Le commandant et 7 hommes d'équipage sont recueillis par un bâtiment de l'escorte de la Kriegsmarine. Les 42 autres hommes de l'U-Boot sont portés disparus.
L'épave a été découverte en 1996 par un ROV à environ 190 mètres de profondeur (environ 580 pieds), à environ 1 000 mètres au sud-est de Loten, Bokn dans le Boknafjord, près de Stavanger, en Norvège. Elle est cassée en deux parties, l'une mesure 15 mètres et la seconde environ 40 mètres.

## Affectations
- 5. Unterseebootsflottille du 22 avril 1943 au 31 octobre 1943 (Période de formation).
- 7. Unterseebootsflottille du 1er novembre 1943 au 19 avril 1944 (Unité combattante).

## Commandement
- Oberleutnant zur See Joachim Zaubitzer du 22 avril 1943 au 8 novembre 1943.
- Oberleutnant zur See Heinz Wolff du 9 novembre 1943 au 19 avril 1944.

## Patrouilles
|       | Commandant        | Départ        | Départ   | Arrivée       | Arrivée  | Jours   | Succès |
| ----- | ----------------- | ------------- | -------- | ------------- | -------- | ------- | ------ |
|       | Oblt. Heinz Wolff | 23 mars 1944  | Kiel     | 26 mars 1944  | Marviken | 4 jours |        |
| 1     | Oblt. Heinz Wolff | 18 avril 1944 | Marviken | 19 avril 1944 | Coulé    | 2 jours |        |
| Total | Total             | Total         | Total    | Total         | Total    | 6 jours | 0 t    |

Note : Oblt. = Oberleutnant zur See